# Ulipristal acetat
Ulipristal acetat je organsko jedinjenje, koje sadrži 30 atoma ugljenika i ima molekulsku masu od 475,619 . 

Ulipristal-acetat (za primenu u hitnoj kontracepciji tržišni naziv ellaOne u Evropskoj uniji i Srbiji, Ella u Sjedinjenim američkim državama), kao i za preoperativno lečenje materičnih mioma Esmya globalni naziv) deluje kao selektivni modulator progesteronskih receptora (SPRM).

## Medicinska upotreba

### Hitna kontracepcija
U svrhu hitne kontracepcije se koristi tableta koja sadrži 30 mg ulipristal-acetata, u toku prvih 120 sati (5 dana) nakon nezaštićenog polnog odnosa ili neuspeha neke od kontraceptivnih metoda. Pokazano je da ovakva primena prevenira oko 60% očekivanih trudnoća, kao i da prevenira više trudnoća od urgentne kontracepcije sa levonorgestrelom. Ulipristal-acetat je u režimu izdavanja na lekarski recept dostupan u više od 50 zemalja, među kojima je i Srbija, a režim izdavanja bez lekarskog recepta za primenu u hitnoj kontracepciji se trenutno testira u Velikoj Britaniji.

### Lečenje materičnih mioma (fibroida)
Ulipristal-acetat se koristi za preoperativno lečenje umerenih do teških simptoma materičnih mioma kod odraslih žena u reproduktivnom periodu u dnevnoj dozi od 5 mg, u vidu tablete za oralnu upotrebu. Tromesečna terapija materičnih mioma ulipristal-acetatom efikasno kontroliše abnormalno krvarenje izazvanog postojanjem mioma i smanjuje veličinu mioma. Dva intermitentna tromesečna kursa terapije ulipristal-acetatom u dozi od 10 mg su rezultovala amenorejom kod 79,5% žena na kraju prvog kursa terapije i kod 88.5% na kraju drugog kursa terapije. Srednja vrednost redukcije veličine mioma uočena na kraju prvog kursa terapije (-41,9%) je održana i na kraju drugog kursa terapije (−43,7%).

## Neželjena dejstva
Uobičajena neželjena dejstva uključuju abdominalni bol i privremenu iregularnost ili obustavu menstrualnog krvarenja. Glavobolja i mučnina su uočene pri dugoročnoj primeni (12 nedelja), ali ne i nakon primene jedne doze.

### Interakcije
Ulipristal-acetat se in vitro metaboliše CYP3A4 enzimom. Otuda su očekivane interakcije sa supstancama koje su supstrati za CYP3A4, kao što su rifampicin, fenitoin, preparati na bazi kantariona, karbamazepin ili ritonavir. Shodno ovome, istovremena primena sa navedenim supstancama ili proizvodima se ne preporučuje. Takođe, moguće su interakcije sa glukokortikoidima i hormonskim kontraceptivima i progestagenima kao što su levonorgestrel i drugi supstrati za progesteronske receptore.

## Kontraindikacije
Ulipristal-acetat ne bi trebalo da primenjuju žene sa teškim bolestima jetre zbog CYP posredovanog metabolizma. Upotreba kod žena mlađih od 18 godina još uvek nije ispitana.

### Trudnoća
Pri upotrebi ovog leka kao urgentnog kontraceptiva, za razliku od levonorgestrela, a slično mifepristonu, ulipristal-acetat je embriotoksičan u studijama na životinjama. Pre uzimanja leka, mogućnost trudnoće mora biti isključena. Kada se ulipristal-acetat upotrebljava kao urgentna kontracepcija u dozi od 30 mg Evropska agencija za lekove predlaže izbegavanje bilo kakve aluzije na mogućnost upotrebe ovog leka kao abortificijensa kroz obaveštenje unutar pakovanja leka, kako bi se izbegla “off-label“ primena leka. Malo je verovatno da bi ulipristal-acetat mogao da se koristi kao efikasan abortificijens, budući da se kao urgentni kontraceptiv upotrebljava u mnogo nižim dozama (30 mg) od, grubo rečeno, ekvipotentnog mifepristona (600 mg), kao i zbog toga što je mifepriston za potrebe indukcije abortusa neophodno kombinovati sa prostaglandinom. Ipak, podaci o embriotoksičnosti su vrlo ograničeni, i u ovom trenutku nije jasno koliki je rizik od abortusa ili teratogenosti (izazivanje defekata u razvoju novorođenčeta). Od 29 žena koje su ostale u drugom stanju uprkos upotrebi ulipristal-acetata, kod 16 je indukovan abortus, 6 je imalo spontani pobačaj, 6 je nastavilo trudnoću, i jedna je postala "nedostupna za dalje ispitivanje".

### Laktacija
Nije preporučljivo dojenje nakon 36 sati od uzimanja leka jer je nepoznato da li se ulipristal-acetat ili njegovi metaboliti izlučuju u majčino mleko.

## Farmakokinetika
U studijama sa životinjama, lek se brzo i skoro potpuno apsorbuje iz digestivnog trakta. Unos hrane usporava, odnosno odlaže apsorpciju, ali nije poznato da li je to u klinički značajnoj meri.
Ulipristal-acetat se metabolišeu jetri, najverovatnije od strane CYP3A4 enzima, i u manjoj meri od strane CYP1A2 i CYP2D6 enzimima. Dva glavna metabolita su se pokazala farmakološki aktivnim, ali manje nego osnovna supstanca. Glavni način izlučivanja je putem fecesa.

## Farmakodinamika
Ulipristal-acetat je oralni, aktivni sintetički slektivni modulator progesteronskih receptora i karakteriše ga parcijalno, tkivno – specifično, antagonističko dejstvo na receptore progesterona. Ima direktno dejstvo na endometrijum i na fibroid. Kao SPRM (selektivni modulator progesteronskih receptora), ulipristal-acetat deluje kao parcijalni agonista ili kao antagonista na progesteronske receptore. Vezuje se i za receptor za glukokortikoide, ali ne poseduje relevantan afinitet za estrogene, androgene i mineralokortikoidne receptore. Kliničke studije faze II sugerišu da bi se mehanizam delovanja kao hitnog kontraceptiva mogao sastojati u sprečavanju ili odlaganju ovulacije, i u odlaganju sazrevanja endometrijuma. Direktno dejstvo na endometrijum dovodi do specifičnih klasnih promena u histologiji, endometrijuma koje se mogu uočiti kod pacijentkinja lečenih Ulipristal-acetatom i reverzibilne su po prestanku terapije. Histološke karakteristike predstavljaju neaktivan i slabo proliferišući epitel povezan sa asimetrijom strome i rastom epitela koji dovodi do prominencije cistično dilatiranih žlezda koje predstavljaju mešavinu estrogenog (mitotičkog) i progestinskog (sekretornog) epitelijalnog dejstva. Direktno delovanje na fibroid dovodi do smanjenja veličine fibroida kroz inhibiciju proliferacije ćelija i indukcije apoptoze.

## Istorija
Ulipristal-acetat je dobio odobrenje za puštanje u promet od Evropske agencije za lekove (European Medicines Agency - EMA) u martu 2009. godine.
Uprava za hranu i lekove (Food and Drug Administration - FDE) Sjedinjenih američkih država je odobrila puštanje u promet leka u ovoj zemlji 13. avgusta 2010. godine. na osnovu preporuke savetodavnog odbora ove institucije.
Ulipristal-acetat za properativno lečenje mioma registrovan je u Srbiji 20.avgusta 2013. godine.

## Osobine
| Osobina                  | Vrednost |
| ------------------------ | -------- |
| Broj akceptora vodonika  | 5        |
| Broj donora vodonika     | 0        |
| Broj rotacionih veza     | 5        |
| Particioni koeficijent ( | 4,7      |
| Rastvorljivost (logS, log(mol/L))       | -6,4     |
| Polarna površina (PSA, Å2)  | 63,7     |

## Literatura
- Hardman JG, Limbird LE, Gilman AG (2001). Goodman & Gilman's The Pharmacological Basis of Therapeutics (10. изд.). New York: McGraw-Hill. ISBN 0071354697. doi:10.1036/0071422803.
- Thomas L. Lemke; David A. Williams, ур. (2007). Foye's Principles of Medicinal Chemistry (6. изд.). Baltimore: Lippincott Willams & Wilkins. ISBN 0781768799.

## Spoljašnje veze
|  | Molimo Vas, obratite pažnju na važno upozorenje u vezi sa temama iz oblasti medicine (zdravlja). |